# Димитър Кушевалиев
 Тази статия е за военния.  За общественика вижте Димитър Кушувалиев.  
Димитър Атанасов Кушевалиев е български офицер (подполковник), революционер и общественик, участник в Балканската (1912 – 1913) и Междусъюзническата (1913), помощник-инспектор на класовете на Военното училище по време на Първата световна война (1915 – 1918). Деец на ВМОК, на македонските братства и на български освободителни братства.

## Биография
Димитър Кушевалиев е роден на 23 октомври 1866 година в българския южномакедонски град Кукуш, тогава в Османската империя, в големия род Кушувалиеви. През 1889 година завършва Военното на Негово Княжеско Височество училище и на 18 май е произведен в чин подпоручик. На 2 август 1892 година става поручик. Служи в 19-и пехотен шуменски полк и 33-ти пехотен свищовски полк. Като поручик и класен надзирател във Военното училище, през 1899 година е избран за председател на Централното освободително братство в София. През 1900 година е произведен в чин майор и на 31 май 1911 година е уволнен от служба.
През 1912 година майор Кушевалиев е отново на служба във връзка с избухването на Балканската война (1912 – 1913). В края на Междусъюзническата война (1913) на 28 юли 1913 година е произведен в чин майор. Първата световна война (1915 – 1918) запасен майор Кушевалиев е назначен за помощник-инспектор на класовете на Военното училище и на 30 май 1918 година е произведен в чин подполковник. „За отличия и заслуги през войната“ е награден с Народен орден „За военна заслуга“, ІV степен.
Член е на изпълнителния комитет на македонските емигрантски братства в България, където заема длъжността „касиер“.

## Военни звания
- Подпоручик (18 май 1889)
- Поручик (2 август 1892)
- Капитан (1900)
- Майор (28 юли 1913)
- Подполковник (30 май 1918)